# Otto Drewes
Otto Drewes (24. Juli 1845 in Rostock – 21. Januar 1910 in Schwerin) war ein deutscher Opernsänger (Bass).

## Leben
Drewes' Vater war Kantor an der Rostocker Marienkirche. Bereits als Obergymnasiast beteiligte er sich an Oratorienaufführungen seiner Heimatstadt. 1866 trat er als Eleve in das Großherzogliche Theater Schwerin ein und wurde von Kammersänger Wilhelm Hinze ausgebildet. Er debütierte als „Eremit“ im Freischütz (konzertant?), wobei sein eigentliches Debüt das des „Offiziers“ in Astorga war. 1868 wechselte er nach Braunschweig, um 1872 wieder nach Schwerin zurückzukehren. Dort debütierte er als „St. Bris“ in Hugenotten.
Am 16. September 1897 feierte er sein 25-jähriges Dienstjubiläum.
Er trug den Titel eines "Großherzoglich mecklenburgischen Kammersängers" und war Träger der "Großherzoglich mecklenburgisch-schweriner Gedächtnismedaille in Gold".
Weitere beachtenswerte Rollen waren der „Sarastro“ in der Zauberflöte, der „Leporello“ im Don Giovanni, der „Bartolo“ in Figaros Hochzeit, der „Mephisto“ im Faust von Gounod, der „Falstaff“ in den Lustigen Weibern von Windsor von Nicolai, der „Baculus“ im Wildschütz von Lortzing und der „Hunding“ in der Walküre. Auch war er erfolgreich als Konzertsänger.
Begraben wurde er auf dem Alten Friedhof Schwerin. Das vom Bildhauer Ludwig Brunow modellierte Relief ist erhalten.